# ザ・スポットライト・キッド
『ザ・スポットライト・キッド』（The Spotlight Kid）は、ドン・ヴァン・ヴリートがキャプテン・ビーフハート名義で1972年に発表したアルバム。実質、キャプテン・ビーフハート・アンド・ザ・マジック・バンドの通算6作目のアルバムに相当する。

## 解説

### 経緯
1970年の後半、キャプテン・ビーフハート・アンド・ザ・マジック・バンドはザ・マザーズ・オブ・インヴェンションのメンバーだったエリオット・イングバー（ギター）を迎えた。優れたブルース・ギタリストであるイングバーが加入したことは、ヴァン・ヴリートが自分の音楽の原点であるブルース・ミュージックに回帰することを目論んだことを示唆した。
イングバーが加入する前、彼等はストレイト・レコードから代表作『トラウト・マスク・レプリカ』（1969年）と『リック・マイ・デカルズ・オフ、ベイビー』（1970年）を発表した。両作品ともローリング・ストーンなどの音楽誌では高い評価を受けたものの、アメリカでの売り上げは振るわずチャート入りしなかった。彼等のアメリカ国内でのコンサート活動は、それまでは西海岸とその周辺地域に限られていた。ストレイト・レコードを吸収したリプリーズ・レコードは、アメリカでの彼等の知名度を上げる目的で2万ドルの予算でニューヨークやフロリダにまで及ぶ広域のツアーを援助した。彼等はヴァン・ヴリートの30歳の誕生日に当たる1971年1月15日から、中西部のデトロイトを起点に6週間のツアーを行なった。
ツアー終了後、彼等はカリフォルニア州のサンタ・クルーズの郊外に家を借りて、新作制作の為のリハーサルを行なった。リプリーズ・レコードは、自分達の会社からの第一弾となる新作がもっと売れる内容になることを望んだ。またメンバーのビル・ハークルロード（ギター）は、ヴァン・ヴリートが1969年11月の結婚をきっかけに金銭欲を持ち始めたと指摘している。ジョン・フレンチ（ドラムス）は、以前からヴァン・ヴリートに、せめて経済的に自立できるようにブルース・ミュージックのアルバムを作って、より多くの聴衆を得るべきだ、と提言していた。
1971年の秋、ヴァン・ヴリート、イングバー、ハークルロード、フレンチ、マーク・ボストン（ベース・ギター）、アート・トリップ（マリンバ）の6人は、ロサンゼルスのレコード・プラントで、ヴァン・ヴリートとフィル・シェールのプロデュースにより、本作を制作した。

### 内容
代表作『トラウト・マスク・レプリカ』と『リック・マイ・デカルズ・オフ、ベイビー』に収録された、極めて複雑で徹底して妥協を許さない数々の楽曲とは異なり、本作に収録された新曲はいずれもずっと簡潔な構成になった。ヴァン・ヴリートは本作を発表した直後に、その内容について「妥協じゃない。皆を怖がらせることに飽きたから」と発言した。
「ブラバー・アンド・スモーク」の作詞はヴァン・ヴリート夫人のジャンが担当した。
「アイム・ゴナ・ブーガライズ・ユー、ベイビー」のドラムスはトリップがテッド・カクタスの変名で、「グライダー」のドラムスはリス・クラークが、それぞれ担当した。
ジャケットに写るヴァン・ヴリートはエルヴィス・プレスリーやハンク・ウィリアムズを顧客に持ったロサンゼルスのNudies' Rodeo Tailorが仕立てたスーツを着て、左手の人差し指に麗々しい指輪をはめている。本作はキャプテン・ビーフハート名義で発表され、キャプテン・ビーフハート・アンド・ザ・マジック・バンドの名は見当たらない。しかし裏ジャケットにはヴァン・ヴリートが画いたイングバー、ハークルロード、ボストン、トリップの肖像画と各々について彼が詠んだ詩が載せられた。一方、フレンチの名前は参加ミュージシャンのリストには含まれているが肖像画はない。彼は本作の最終ミキシングの段階で、ヴァン・ヴリートから電話で「これからはトリップがドラムスを担当するから、独立して自分のバンドを作って活動してほしい」旨の連絡を受けたという。当初、ヴァン・ヴリートはフレンチの肖像画も画いていた。

## 収録曲
作詞・作曲の記載がない収録曲はDon Van Vliet作である。邦題は日本盤CDに準拠。

### オリジナルLP
| #         | タイトル                                                                      | 作詞          | 作曲          | 時間  |
| --------- | ----------------------------------------------------------------------------- | ------------- | ------------- | ----- |
| 1.        | 「アイム・ゴナ・ブーガライズ・ユー、ベイビー I'm Gonna Booglarize You, Baby」 |               |               | 4:34  |
| 2.        | 「ホワイト・ジャム White Jam」                                                |               |               | 2:57  |
| 3.        | 「ブラバー・アンド・スモーク Blabber 'N' Smoke」                              | Jan Van Vliet | Don Van Vliet | 2:48  |
| 4.        | 「ホエン・イット・ブロウズ・イッツ・スタックス When It Blows Its Sacks」      |               |               | 3:41  |
| 5.        | 「アリス・イン・ブランダーランド Alice In Blunderland」                       |               |               | 3:55  |
| 合計時間: | 合計時間:                                                                     | 合計時間:     | 合計時間:     | 17:55 |

| #         | タイトル | 作詞      | 作曲      | 時間  |
| --------- | --- | --------- | --------- | ----- |
| 1.        | 「スポットライト・キッド The Spotlight Kid」                                                                               |           |           | 3:21  |
| 2.        | 「クリック・クラック Click Clack」                                                                                         |           |           | 3:31  |
| 3.        | 「グロウ・フィンズ Grow Fins」                                                                                             |           |           | 3:31  |
| 4.        | 「ゼア・エイント・ノー・サンタ・クロウス・オン・ジ・イヴニング・ステージ There Ain't No Santa Claus On The Evenin' Stage」 |           |           | 3:13  |
| 5.        | 「グライダー Glider」 |           |           | 4:37  |
| 合計時間: | 合計時間: | 合計時間: | 合計時間: | 18:13 |

### CD
| #         | タイトル | 作詞          | 作曲          | 時間  |
| --------- | --- | ------------- | ------------- | ----- |
| 1.        | 「アイム・ゴナ・ブーガライズ・ユー、ベイビー I'm Gonna Booglarize You, Baby」                                              |               |               | 4:34  |
| 2.        | 「ホワイト・ジャム White Jam」                                                                                             |               |               | 2:57  |
| 3.        | 「ブラバー・アンド・スモーク Blabber 'N' Smoke」                                                                           | Jan Van Vliet | Don Van Vliet | 2:48  |
| 4.        | 「ホエン・イット・ブロウズ・イッツ・スタックス When It Blows Its Sacks」                                                   |               |               | 3:41  |
| 5.        | 「アリス・イン・ブランダーランド Alice In Blunderland」                                                                    |               |               | 3:55  |
| 6.        | 「スポットライト・キッド The Spotlight Kid」                                                                               |               |               | 3:21  |
| 7.        | 「クリック・クラック Click Clack」                                                                                         |               |               | 3:31  |
| 8.        | 「グロウ・フィンズ Grow Fins」                                                                                             |               |               | 3:31  |
| 9.        | 「ゼア・エイント・ノー・サンタ・クロウス・オン・ジ・イヴニング・ステージ There Ain't No Santa Claus On The Evenin' Stage」 |               |               | 3:13  |
| 10.       | 「グライダー Glider」 |               |               | 4:37  |
| 合計時間: | 合計時間: | 合計時間:     | 合計時間:     | 36:08 |

2022年現在、以下のCDが入手可能。
- "The Spotlight Kid/Clear Spot"[注釈 8][14]
- 『サン・ズーム・スパーク:1970・トゥ・1972』

## 参加ミュージシャン
番号はトラック・ナンバーを示す。
- Captain Beefheart（Don Van Vliet） – ボーカル、ハーモニカ、ジングル・ベルズ
- Zoot Horn Rollo（Bill Harkleroad） – ギター、グラス・フィンガー・アンド・スティ―ル・アッペンデイジ・ギター
- Ed Marimba（Art Tripp） – マリンバ、ピアノ、ハープシコード
- Rockette Morton（Mark Boston） – ベース・ギター
- Winged Eel Fingerling（Elliot Ingber） – ギター
- Drumbo（John French） – ドラムス（2-9）
- Ted Cactus（Art Tripp） – ドラムス（1）
- Rhys Clark – ドラムス（10）